# باوي جورازيك
باوي جورازيك (بالبولندية: Paweł Juraszek)‏ (مواليد 8 أكتوبر 1994) هو سبّاح بولندي، مثّل بلاده في الألعاب الأولمبية الصيفية 2016.

## روابط خارجية
باوي جورازيك على موقع الاتحاد الدولي للسباحة (الإنجليزية)
- باوي جورازيك على موقع SwimRankings.net (الإنجليزية)
- باوي جورازيك على موقع اللجنة الأولمبية الدولية (الإنجليزية)
- باوي جورازيك على موقع أوليمبيديا (الإنجليزية)
- باوي جورازيك على موقع اللجنة الأولمبية البولندية (مؤرشف) (البولندية)